# Statue des quatre tétrarques
La statue des quatre tétrarques, ou parfois portrait des quatre tétrarques, est un groupe de sculptures de porphyre représentant quatre empereurs romains. Elle a été réalisée vers 300. Depuis le Moyen Âge et la Quatrième croisade, la statue est fixée dans un coin très précis de la façade de la basilique Saint-Marc à Venise, en Italie. Elle faisait probablement à l'origine partie de la décoration du Philadelphion à Constantinople

## Représentation

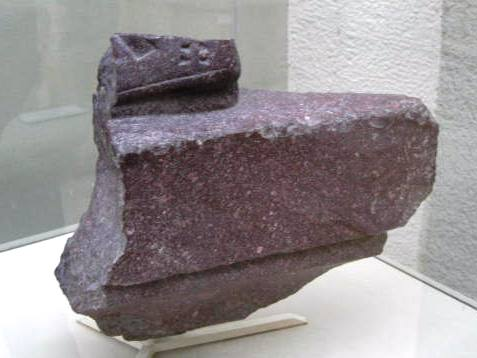
Fragment de talon au musée archéologique d'Istanbul.

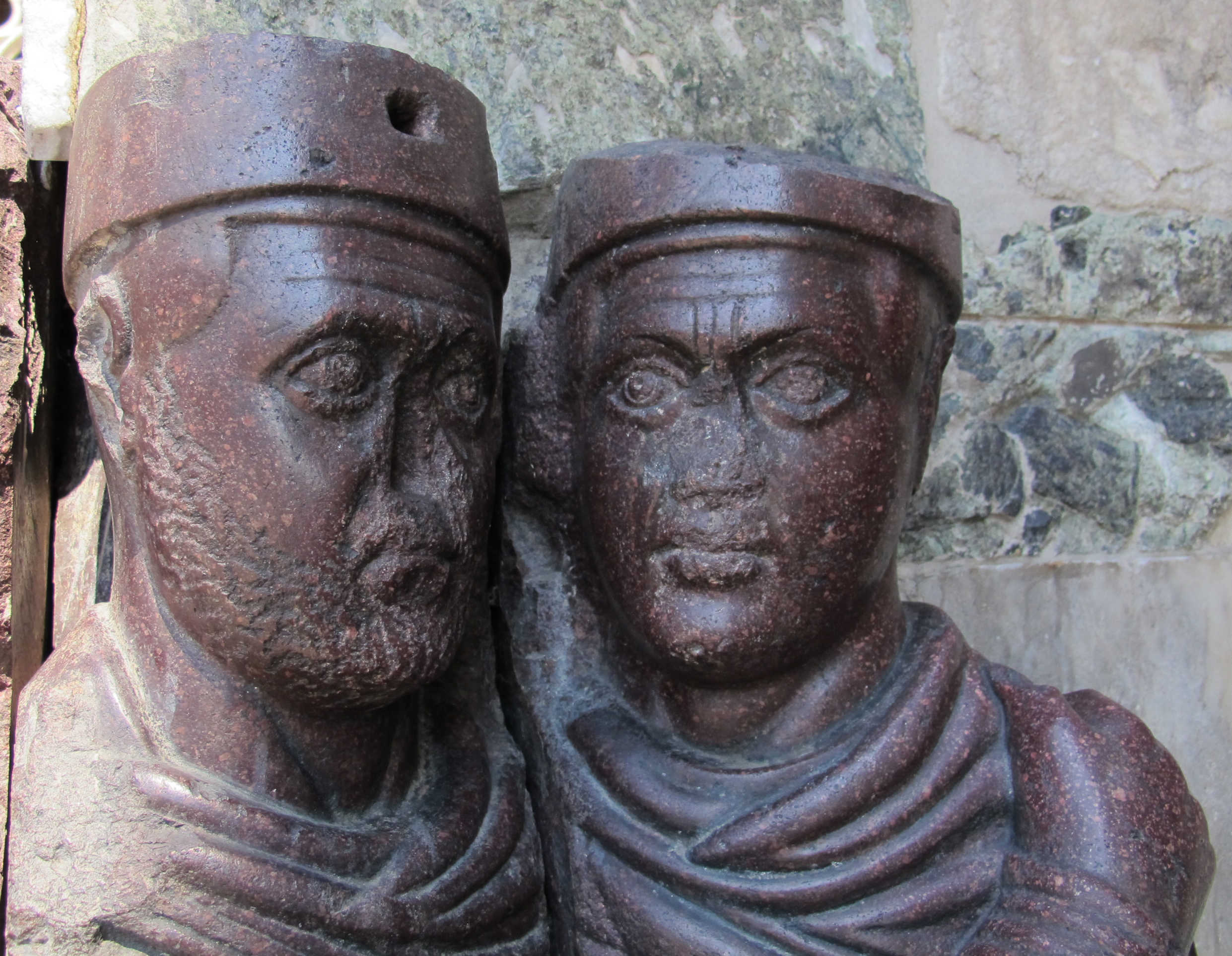
Détail

Après 293, l'Empire romain est gouverné par une tétrarchie, un groupe de quatre dirigeants, instituée par l'empereur Dioclétien. La tétrarchie se compose de deux Augustes et deux Césars. L'empire a été divisé territorialement en deux parties, occidentale et orientale, avec un Auguste et un César dans chaque. Après Dioclétien et Maximien, des conflits naissent entre les tétrarques. Le système cesse de fonctionner vers 313.
Le Portrait des quatre tétrarques est un symbole de la tétrarchie, plutôt que quatre portraits personnels. Ils sont sans caractéristiques individuelles, sauf deux qui portent la barbe, probablement les Augustes. Le groupe est divisé en paires enlacées, unissant Auguste et César, suggérant unité et stabilité. Le choix même de la matière, le porphyre d'Égypte, rappelle la statuaire égyptienne et les premiers kouros. Le porphyre était rare et réservé à un usage impérial,.

## Style
On est loin du réalisme ou de l'idéalisme des périodes antérieures. Les personnages, massifs, se tiennent droit, leur tenue vestimentaire à motifs est stylisée. Les visages ont les mêmes traits, le regard est comme en transe. En les comparant aux reliefs de l'arc de Constantin à Rome, Ernst Kitzinger trouve les « mêmes proportions trapues, les mêmes postures angulaires, une composition ordonnée en symétrie et répétition », « Le style se caractérise par une dureté pleine d'emphase, une lourdeur et une angularité - en bref, un rejet presque complet de la tradition classique. ».
Cette rupture dans le style et l'exécution artistique de l'antiquité tardive a été le sujet de nombreux débats. On évoque pour facteurs un arrêt de la transmission des compétences artistiques dû aux bouleversements politiques et économiques de la crise du troisième siècle, une influence venue d'Orient et des régions extérieures de l'Empire, l'émergence et la reconnaissance d'un style plus « populaire » ou « italique » qui dominait chez les populations moins riches pendant la prédominance du modèle grec, un tournant d'ordre idéologique contre les représentations classiques, et un choix délibéré de considérer le monde simplement et de traduire cela par un style simple, l'influence de l'évolution du christianisme étant exclue pour des raisons chronologiques. Cette évolution artistique préfigure le style médiéval.

## Origine

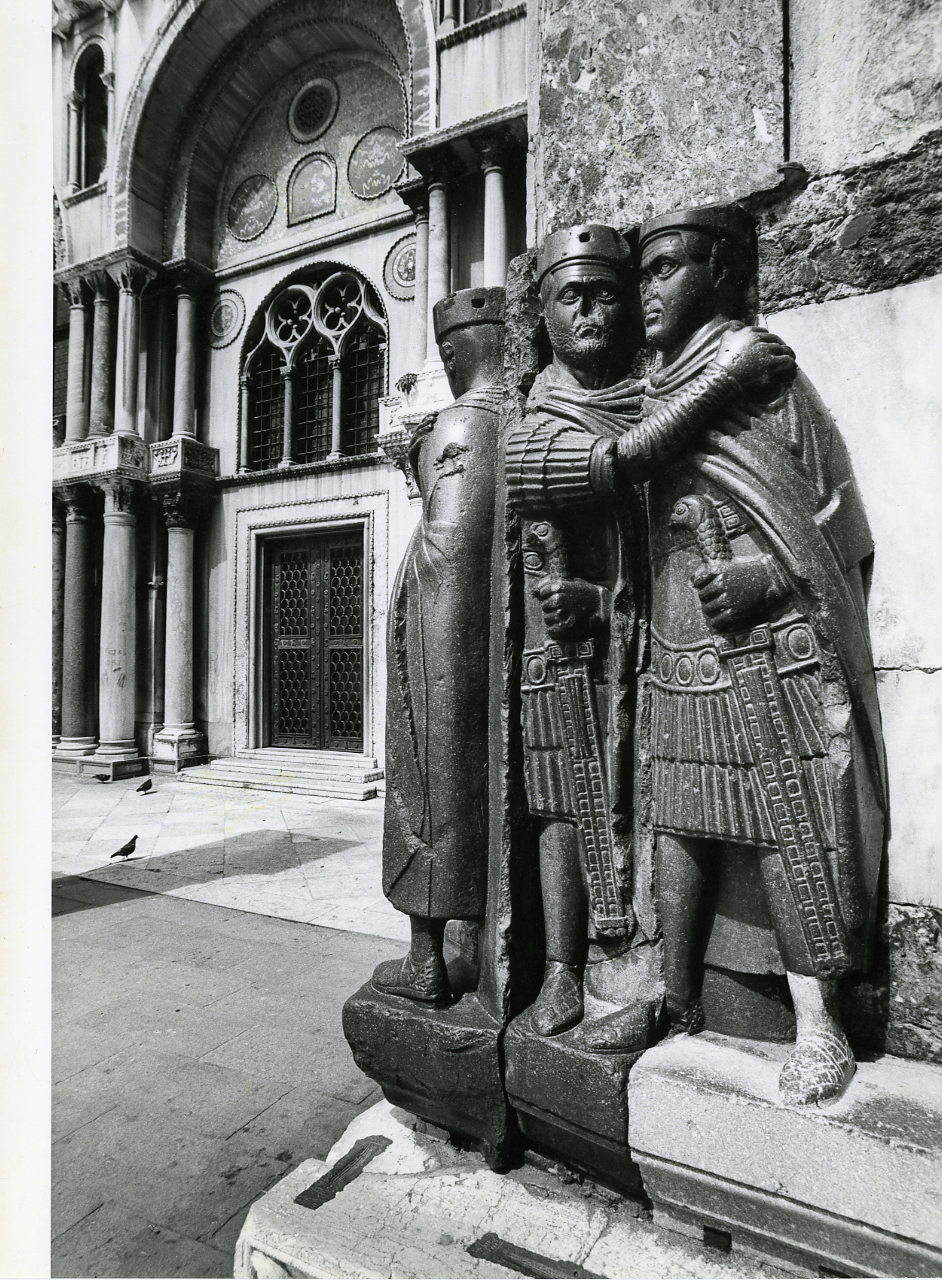
La statue des Tétrarques, vue par Paolo Monti en 1977.

Les statues ont probablement décoré le porche Philadelphion à Constantinople. Elles ont été pillées par les Vénitiens lorsque de la quatrième croisade en 1204, et ramenées à Venise. Dans les années 1960, la partie du talon du pied manquant a été découverte par des archéologues à Istanbul près de la mosquée Bodrum et se trouve au Musée archéologique d'Istanbul.
Suite au pillage de Constantinople, les nombreuses reliques des églises furent partagées entre les souverains d'Occident : Louis IX acquit la Couronne d'épines, Innocent III prit la "relique de la vraie Croix"[source insuffisante], et Venise récupéra un immense butin, dont le groupe des empereurs, et renforça ses liens économiques avec l'Orient. 